# Sojuz 10
Sojuz 10 (ryska: Союз-10) var en flygning i det sovjetiska rymdprogrammet. Farkosten sköts upp med en Sojuz-raket från Kosmodromen i Bajkonur den 23 april 1971. Målet med flygningen var att man skulle bli först att besöka rymdstationen Saljut 1, men ett fel i dockningsmekanismen gjorde att man efter dockning inte kunde ta sig in i rymdstationen. Man fick även problem när man skulle lämna rymdstationen.
Farkosten återinträdde i jordens atmosfär och landade i Sovjetunionen den 25 april 1971. Under landningen fylldes kapseln med rök och Rukavisjnikov svimmade.